# Obermarburg
Obermarburg ist der Name einer abgegangenen Höhenburg auf dem Pyramidenhügel (slowenisch: Piramida) nördlich der Altstadt von Maribor im heutigen Slowenien. Die Anlage war namensgebend für die Stadt Marburg an der Drau.

## Geschichte
Auf dem heutigen Gebiet von Maribor existierten im 12. Jahrhundert zwei Burgen. Die Unter- oder Stadtburg (oppidum inferius) stand im Westteil der Stadt und war bereits im 15. Jahrhundert eine Ruine.
Eine weitere Burg, die Marchburg oder Markburg (=Grenzburg), später Obermarburg genannt, erbaut um 1106 auf dem heute Piramida genannten Hügel oberhalb von Maribor, wird als damalige Hauptburg der Draumark angesehen.
Die romanische Ringburg mit unregelmäßig fünfeckigem Grundriss wurde mehrmals umgebaut. Im Jahr 1528 brannte die Burg nieder, 1560 wurde sie im Renaissancestil erneuert und 1784 abgerissen. Ihre Funktion war Ende des 15. Jahrhunderts von der Marburger Stadtburg (slowenisch: Mestni grad) übernommen worden.
Auf dem ehemaligen Burghügel steht seit 1821 eine Marienkapelle. Der Name des Hügels entstand im 19. Jahrhundert, weil an der Stelle, an der sich die Burg befand, ein Obelisk in Form einer Pyramide errichtet wurde.

### Besitzgeschichte
Nach den Spanheimer prägten die Traungauer, dann die Babenberger und nach ihnen die Habsburger das Schicksal Marburgs. Die Burg befand sich im Besitz der Ministerialen von Maribor. Als dieses Geschlecht im 14. Jahrhundert ausstarb, folgten einander die Scherffenberg, Hugo Devinski, die Walseer sowie die Graben als Herren Marburgs. Das letzte Geschlecht waren die Tiroler Brandis, die das Schloss 1784 abrissen.

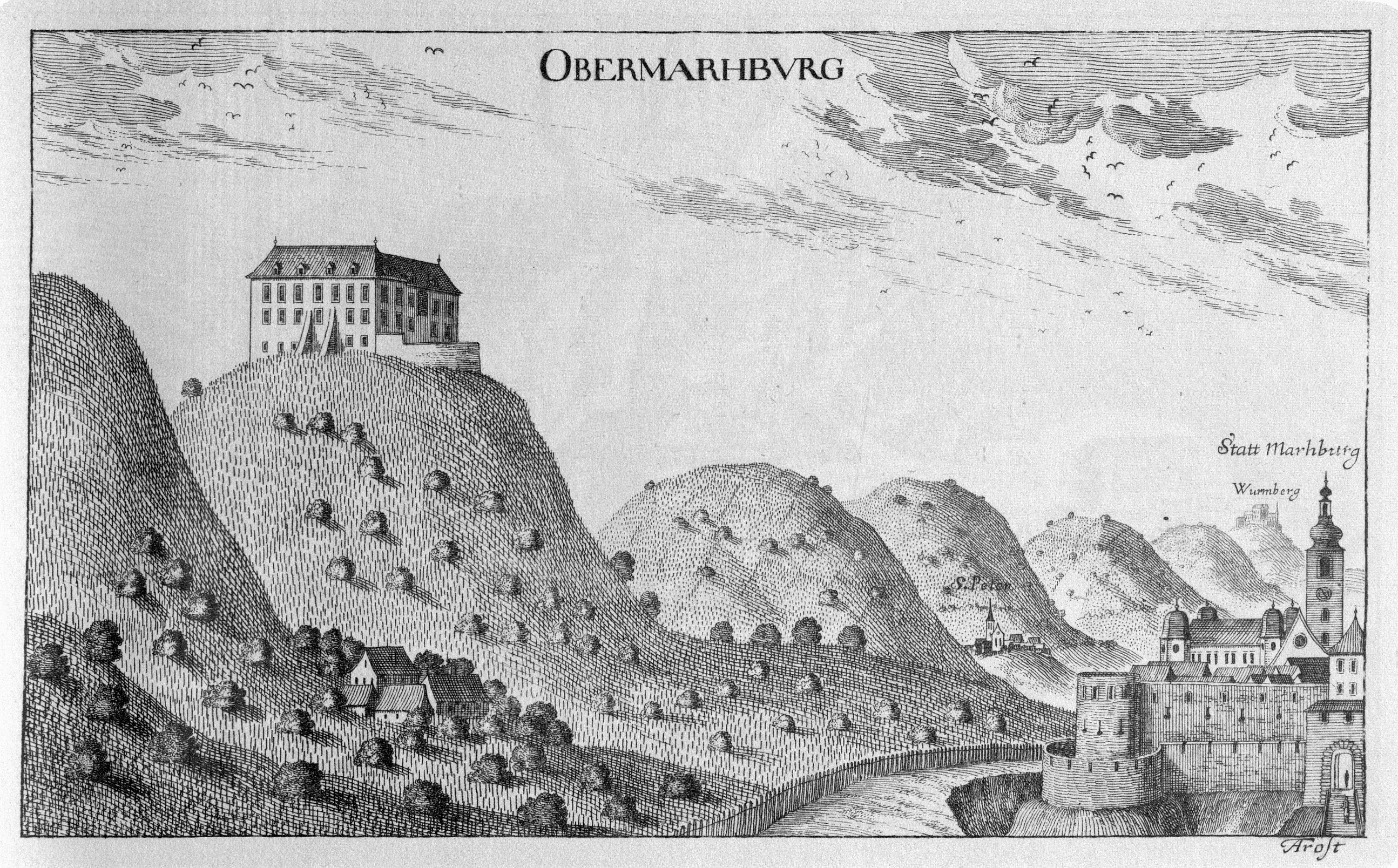
Obermarburg nach Georg Matthäus Vischer (1681)
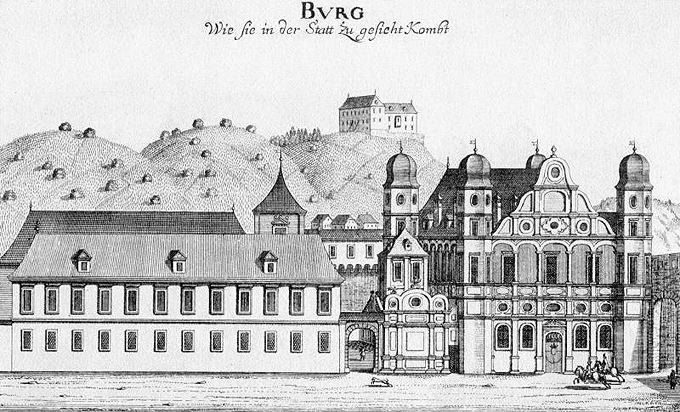
Burg Obermarburg und Stadtburg Marburg nach G.M. Vischer (1686)
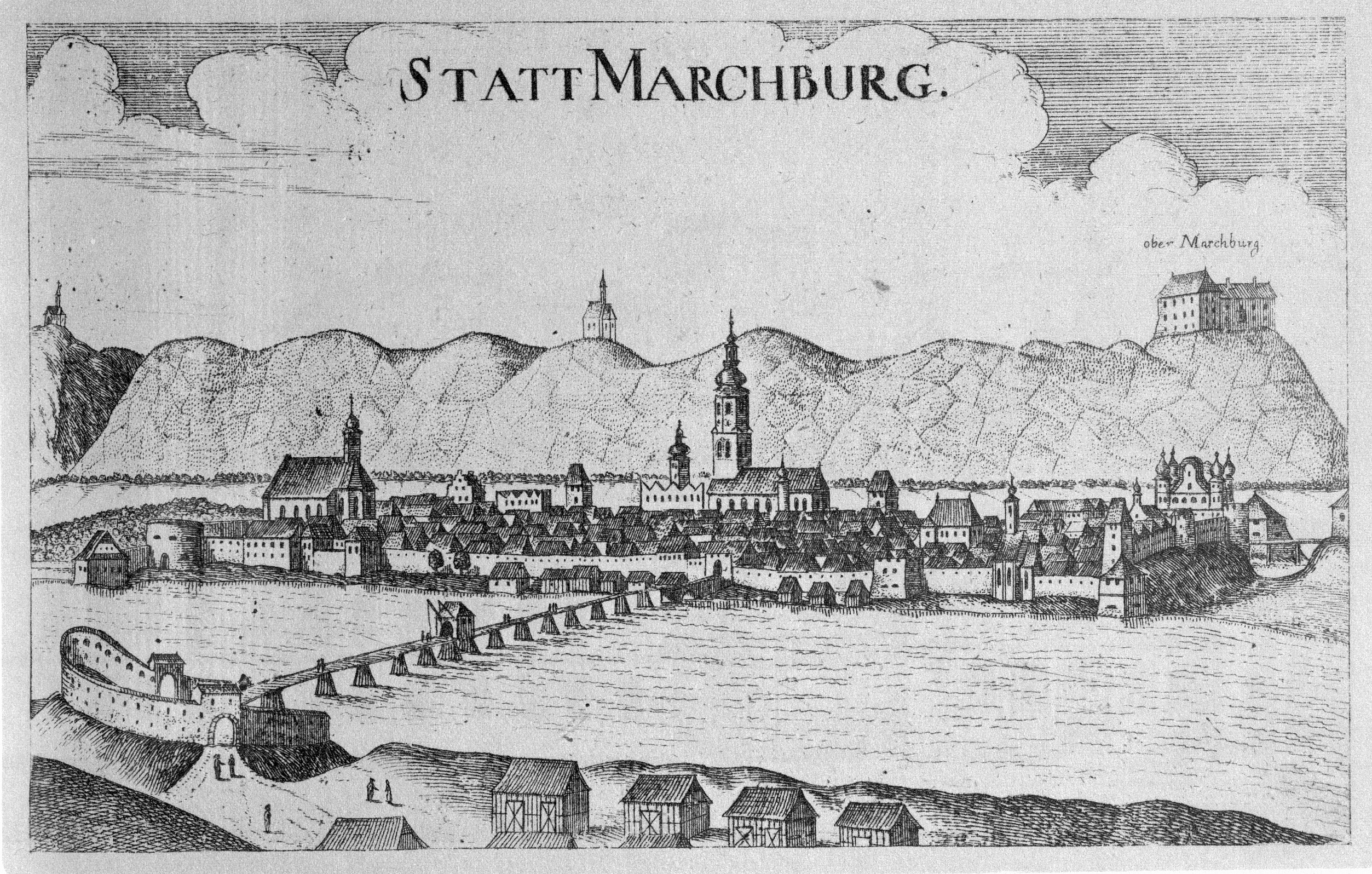
Stadt Marburg mit Stadtburg und Burg Obermarburg nach G.M. Vischer (1681)